# Višina trikotnika
Višína trikótnika je v geometriji daljica, ki poteka od oglišča trikotnika do nosilke nasprotne stranice in je na to nosilko pravokotna. Presečišče med nasprotno stranico (ali nosilko) in višino se imenuje nožišče višine. Nasprotna stranica se imenuje osnovnica (baza) višine. Vsak trikotnik ima tri višine: {\displaystyle v_{a}}, {\displaystyle v_{b}} in {\displaystyle v_{c}} (na stranice a, b in c).
Nosilke vseh treh višin trikotnika se sekajo v eni točki V, ki se imenuje višinska točka trikotnika (ali ortocenter). Višinska točka leži znotraj trikotnika (in s tem vsa nožišča ležijo na stranicah), če in samo če je trikotnik ostrokoten. Če je trikotnik topokoten, višinska točka leži zunaj trikotnika. V pravokotnem trikotniku leži višinska točka v oglišču (vrhu) pravega kota.
V enakokrakem trikotniku (trikotniku z dvema skladnima stranicama) nožišče višine na osnovnico (neskladno stranico) razpolavlja to stranico in je tudi njena simetrala.
V pravokotnem trikotniku sta obe kateti tudi višini. Višina na hipotenuzo poteka skozi notranjost trikotnika, oglišče pri pravem kotu pa je višinska točka. Višina razdeli hipotenuzo na dva dela p in q in velja višinski izrek:
{\displaystyle v_{c}^{2}=pq\!\,.}
Višinska točka, težišče, središče očrtanega kroga in središče kroga devetih točk ležijo na isti premici, imenovani Eulerjeva premica.